# Heliotropium ellipticum
Heliotropium ellipticum är en strävbladig växtart som beskrevs av Carl Friedrich von Ledebour. Heliotropium ellipticum ingår i Heliotropsläktet som ingår i familjen strävbladiga växter. Inga underarter finns listade i Catalogue of Life.